# Styrax nicaraguensis
Styrax nicaraguensis är en storaxväxtart. Styrax nicaraguensis ingår i släktet Styrax och familjen storaxväxter.

## Underarter
Arten delas in i följande underarter:
- S. n. ellipsoidalis
- S. n. nicaraguensis